# عبد القيوم (اسم)
عبد القيوم هو اسم عربي يطلق على الذكور، وهو مستخدم في العهد الحديث كإسم وكلقب. وهو مكون من جزأين «عبد» و «القيوم». القيوم وهي اسم من اسماء الله الحسنى المذكورة في القرآن الكريم. قد يشير اسم عبد القيوم إلى: 
- مأمون عبد القيوم (مواليد 1937) رئيس المالديف
- قيوم كرزاي (مواليد 1947)، سياسي أفغاني.